# 943 (číslo)
Devět set čtyřicet tři je přirozené číslo. Římskými číslicemi se zapisuje CMXLIII a řeckými číslicemi ϡμγ´. Následuje po čísle devět set čtyřicet dva a předchází číslu devět set čtyřicet čtyři.

## Matematika
943 je:
- Deficientní číslo
- Složené číslo
- Poloprvočíslo
- Nešťastné číslo

## Astronomie
- (943) Begonia je planetka, kterou objevil v roce 1920 Karl Wilhelm Reinmuth
- NGC 943 je čočková galaxie v souhvězdí Velryby

## Roky
- 943
- 943 př. n. l.